# ماريا فيرديناندا أميرة سكسونيا
ماريا فيرديناندا أميرة سكسونيا (27 أبريل 1796 - 3 يناير 1865) كانت ابنة ماكسيميليان، ولي عهد سكسونيا وزوجته الأولى الأميرة كارولينا بارما وكانت عن طريق الزواج دوقة توسكانا بين عامي 1821-1824.